# Euphorbia verruculosa
Euphorbia verruculosa là một loài thực vật thuộc họ Euphorbiaceae. Đây là loài đặc hữu của Namibia. Môi trường sống tự nhiên của chúng là vùng nhiều đá và sa mạc lạnh.